# Lu Haojie
Haojie Lu (3 de agosto de 1990, Changzhou, Jiangsu) é um levantador de peso chinês. Ele competiu pela China nos Jogos Olímpicos de Londres 2012. No Campeonato Chinês em abril de 2012, Lu Haojie levantou 175 kg no arranque e venceu o campeonato nacional, ficando à frente de Lu Xiaojun, na categoria até 77 kg.
Ele ganhou a medalha de prata nos Jogos Olímpicos de Verão de 2012 na categoria até 77 kg, com um total de 360 kg. Ele machucou o cotovelo esquerdo durante sua segunda tentativa no arranque de 175 kg, mas conseguiu levantar 190 kg no arremesso e garantir a medalha de prata.

## Quadro de resultados
| Ano                      | Lugar                              | Categoria       | Marca (kg) / pos. | Marca (kg) / pos. | Marca (kg) / pos. |
| Ano                      | Lugar                              | Categoria       | Arranque          | Arremesso         | Total             |
| Jogos Olímpicos          | Jogos Olímpicos                    | Jogos Olímpicos | Jogos Olímpicos   | Jogos Olímpicos   | Jogos Olímpicos   |
| ------------------------ | ---------------------------------- | --------------- | ----------------- | ----------------- | ----------------- |
| 2012                     | Londres, Inglaterra                | –77 kg          | 170 / 2           | 190 / 2           | 360 /             |
| IWF Grand Prix           |                                    |                 |                   |                   |                   |
| 2015                     | Fuzhou, China China IWF Grand Prix | –85 kg          | 165 /             | 200 /             | 365 /             |
| Jogos Nacionais da China |                                    |                 |                   |                   |                   |
| 2013                     | Shenyang, Liaoning                 | –77 kg          | NM                | NM                | —                 |
| Campeonato Chinês        |                                    |                 |                   |                   |                   |
| 2012                     | ?                                  | –77 kg          | 175 /             | 200               | 375 /             |
| 2013                     | Zibo, Shandong                     | –77 kg          | 170 /             | 200               | 370 /             |
| 2014                     | ?                                  | –77 kg          | 165 / NA          | 196 / NA          | 361 /             |
| 2015                     | ?                                  | –77 kg          | 165 / NA          | 197 / NA          | 362 /             |
| 2016                     | Jiangshan, Zhejiang                | –77 kg          | 170 /             | NM                | —                 |

NM = Sem marca (No mark)
NA = Não disponível (No available)